# Tri Telecom
Tri Telecom est une société brésilienne de télécommunications dont le siège est à Porto Alegre, Rio Grande do Sul. La société se consacre à la fourniture de services Internet à haut débit et de téléphonie fixe via la fibre optique.

## Histoire
Tri Telecom a été fondée sous le nom de Triade Tecnologia, offrant des services Outsourcing et Broadband par radio, dans la Région métropolitaine de Porto Alegre. En 2012, l'entreprise a reçu la subvention STFC d'Anatel, lui permettant de fournir la téléphonie fixe dans tout le pays,.
Accrédité en tant qu'opérateur, Tri Telecom a lancé en 2012 la mise en œuvre d'un réseau de fibre optique pour les services aux entreprises, dans les villes de Porto Alegre et  Alvorada.
En 2013, Tri a démarré des opérations de services résidentiels avec la technologie GPON en mode FTTH, étant le premier opérateur du grand Porto Alegre à installer le réseau de fibre optique jusqu'au domicile de l'abonné.

## Services
Pour les particuliers, Tri Telecom propose des services Internet haut débit et de la téléphonie fixe via la fibre optique.
Pour les micro et petites entreprises, il propose: des solutions voix, données et internet.
Pour les moyennes et grandes entreprises: des solutions voix et données personnalisées pour le segment.
Pour les autres opérateurs: Clear channel, IP Transit, partage d'infrastructur

## Zone de couverture
Aujourd'hui, Tri Telecom est présent dans la Région métropolitaine de Porto Alegre, avec une présence dans 9 communes qui représentent 45% de la population du Rio Grande do Sul.